# Dècada del 900 aC

## Esdeveniments
- La Venta (Mèxic) esdevé centre de la cultura olmeca
- Inici de la cultura chavín als Andes
- Auge del regne d'Urartu, en contínua pugna amb Assíria
- Inici del període vil·lanovià a Itàlia (fins a 500 aC.). Correspon a la primera Edat del ferro. El nom deriva d'un suburbi de Bolònia eon es van trobar els primers vestigis d'aquesta cultura.

## Personatges destacats
- Jeroboam, adversari del Rei Salomó